# Стеклов (лунный кратер)
Кратер Стеклов (лат. Steklov) — крупный ударный кратер в южной части гор Кордильеры на обратной стороне Луны. Название присвоено в честь русского математика и механика Владимира Андреевича Стеклова (1864—1926) и утверждено Международным астрономическим союзом в 1970 г. Образование кратера относится к позднеимбрийскому периоду.

## Описание кратера

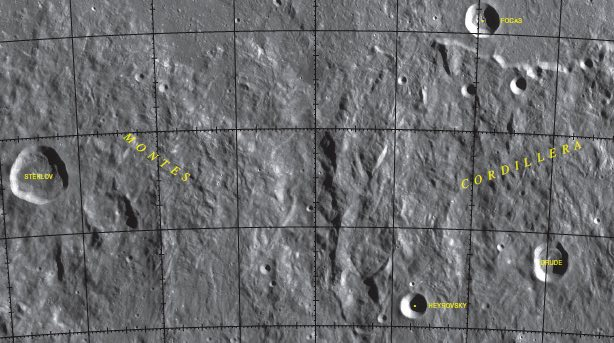
Окрестности кратера Стеклов. Фрагмент карты LAC-123.

Ближайшими соседями кратера являются кратер Блэкетт на западе; кратер Хейровский на востоке-юго-востоке и кратер Чант на юго-западе. На  севере-северо-востоке от кратера находятся горы Рук и далее Море Восточное. Селенографические координаты центра кратера 36°44′ ю. ш. 105°03′ з. д. / 36,73° ю. ш. 105,05° з. д., диаметр 36.6 км, глубина 2,1 км.
Кратер Стеклов имеет полигональную форму и практически не разрушен. Вал c четко очерченной острой кромкой и гладким внутренним склоном. Высота вала над окружающей местностью достигает 990 м, объём кратера составляет приблизительно 940 км³. Дно чаши пересеченноe, без приметных структур.

## Сателлитные кратеры
Отсутствуют.